# Зондереггер, Якоб Лауренц
Якоб Лауренц Зондереггер (нем. Jakob Laurenz Sonderegger, встречается также написание Яков Лаврентий Зондереггер; 22 октября 1825 — 20 июня 1896) — швейцарский врач и гигиенист.
Изучал медицину в Цюрихе, Вюрцбурге, Праге и Вене; в 1849 защитил в Берне докторскую диссертацию и занялся практической врачебной деятельностью. Зондереггер был одним из популярнейших врачей в Швейцарии; особенно много сделал он для улучшения гигиенических и санитарных условий в кантоне Санкт-Галлен. С 1873 он был в этом кантоне инспектором больниц, с 1874 — президентом швейцарской врачебной комиссии. По его настоянию была устроена кантональная больница в Санкт-Галлене и многие другие гигиенические и общеполезные учреждения.
Из его сочинений наибольшей известностью пользовались «Vorposten der Gesundheistpflege im Kampfe ums Dasein der Einzelnen und ganzer Völker» (1873; 2-е изд., 1874). Далее «Die Spitalfrage im Kanton St.-Gallen, ein Wort au alle Gebildeten und Barmherzigen» (1865): «Der arme Lazarus im Kulturstaate oder die öffentliche Krankenpflege im Kanton St.-Gallen» (1867); «Das Hygiene-Institut, eine schweizerische Hochschule für Gesundheitspflege» (1889) и др.